# Sótero Calvo de la Cuadra
Sótero Calvo de la Cuadra (1804-Santiago, 8 de julio de 1858) fue un político chileno. Ejerció como alcalde de Rancagua entre 1849 y 1858.

## Biografía
Nació en 1804, hijo del exalcalde de Rancagua Juan Calvo y Pino y de Dolores de la Cuadra y Armijo, quién era hija de Bernardo de la Cuadra, quién fue el primer alcalde de Rancagua, es decir Sótero Calvo fue hijo y nieto de alcaldes de Rancagua.
Calvo desde muy joven se dedicó a actividades agrícolas y comerciales que le permitieron recuperar en parte la fortuna familiar pérdida a consecuencia de la independencia.
Aunque su familia, tras la independencia, quedó en una situación económica muy desmejorada nunca perdió el alto prestigio social que tenía en la zona, lo que facilitó el ingreso a la política de Sótero Calvo cuando rehízo su situación patrimonial.
En 1838 contrajo matrimonio con doña Carolina Torres Baeza, quién provenía de una distinguida familia, de este matrimonio nacieron 13 hijos, entre los que destacaron Francisco (quién fue Diputado de la República) y Vicente (oficial de Ejército, miembro del glorioso 7° de Línea y de brillante cometido durante la Guerra del Pacífico, hoy una calle de Rancagua lo recuerda)

## Vida pública

### Alcalde de Rancagua
Calvo fue designado en 1846 por el presidente Manuel Bulnes como alcalde de Rancagua, ante las buenas críticas que recibió su gestión municipal fue ratificado por el presidente Bulnes para un segundo período (1849-1852).
Durante se gestión se empedraron y adoquinaron calles, se limpiaron y entubaron acequias, se regularizó el sistema de aseo urbano, se inició la construcción del Hospital de Rancagua, cuyos fondos fueron recibidos por la municipalidad en 1829 cuando se recibió la donación testamentaria de don José De la Carrera. También  fundó el primer Liceo de Rancagua, cuyo reglamento fue redactado por el mismo Sótero Calvo, además Calvo se preocupó que el municipio regentara 2 escuelas primarias y reservó 10 cupos por curso para niños de escasos recursos.vLos pueblos aledaños a Rancagua también recibieron el impulso de este alcalde.

### Miembro de la Junta de Beneficencia
Tras dejar la alcaldía en 1852, y siendo cercano al sector conservador-nacional, el presidente Manuel Montt (quién gobernó entre 1851 y 1861) lo invitó a participar en la Junta de Beneficencia de la Provincia de Santiago (entidad antecesora del actual Ministerio de Salud). Dicha Junta estaba integrada por vecinos importantes de Santiago (Rancagua pertenecía a la Provincia de Santiago) y el directorio además de Calvo lo integraban Matías Cousiño, como tesorero, Rafael Ovalle como secretario y José Tomás Urmeneta como presidente. En un primer momento Calvo rechazó el ofrecimiento pero debido a la insistencia de Montt (Montt sentía gran aprecio por Calvo) finalmente aceptó.
Durante 1853 y gran parte de 1854 la Junta de Beneficencia funcionó con sus miembros en calidad de subrogantes debido a la renuncia de titulares o al fallecimiento de algunos miembros, por lo que cuando se dictó el decreto presidencial del 2 de octubre de 1854 que nombraba a Calvo como miembro titular de la Junta de Beneficencia de Santiago, convirtió a Calvo en el primer integrante titular de la Junta en ejercer en propiedad su cargo. En los días posteriores tanto Ovalle, Cousiño y Urmeneta fueron ratificados como miembros titulares de la Junta de Beneficencia de Santiago, sin embargo el decreto que los confirmaba no señaló si mantendrían o no los cargos de secretario, tesorero y presidente respectivamente por lo que en la primera reunión de trabajo realizada el 18 de octubre de 1854, convocada por Calvo y realizada en las oficinas del Intendente de Santiago, se acordó que los cargos de presidente, tesorero y secretario de la Junta continuarían siendo desempeñados por las mismas personas en tanto que Sótero Calvo sería miembro integrante de la Junta de Beneficencia encargado de la construcción e inspección de hospitales.
Como Inspector de la Junta de Beneficencia de la Provincia de Santiago llevó a cabo una completa remodelación y actualización de los hospitales y se contrataron médicos europeos para la atención, además tomó como propio el proyecto de hospital psiquiátrico, el cual venía funcionando de manera muy precaria desde comienzos de la década de 1840 en el Barrio Yungay. Calvo propuso y logró los fondos para ello comprar una quinta en La Chimba a los pies del Cerro Blanco para que funcionase el nuevo hospital psiquiátrico de Santiago, el nuevo centro hospitalario debería ser modelo. Luego Calvo comenzó las gestiones para edificar el hospital y dotarlo de personal. 
Después dejar la alcaldía y siendo miembro de la Junta de Beneficencia y habiendo circulado en Copiapó el primer ferrocarril de Chile, decidió donar parte de uno de sus fundos para que allí se instalara la futura estación de ferrocarriles de Rancagua.

## Muerte y legado
Calvo no alcanzó a ver concluida su obra debido a que murió en Santiago el 8 de julio de 1858.
En consideración a que don Sótero Calvo era viudo al momento de fallecer y a que sus hijos eran todos menores de edad y quedaron bajo el cuidado de albaceas testamentarios, lo cual no daba garantías a largo plazo y a que el cargo de Presidente de la Junta de Beneficencia era ad-honorem el presidente Montt decretó que para todos los efectos legales se le considerara como administrador del Hospital Psiquiátrico de Santiago entre el período 1854-1858, de manera que sus hijos pudieran gozar de una retribución económica por los servicios prestados a la patria por su padre.